# Italo-dalmatski jezici
Italo-dalmatski jezici, skupina od 6 (danas 5) jezika kojim govori nekoliko naroda na Apeninskom poluotoku i uz hrvatsku obalu Jadranskog mora. Čine jednu od tri glavne skupine Zapadnoitalskih jezika. Članovi su:
1. dalmatski jezik † izumrli jezik koji se govorio na jadranskoj obali u Hrvatskoj i Albaniji.
krčkoromanski dijalekt (izumrli jezik) Posljednji govornik bio je Tuone Udaina koji je živio na otoku Krku, a umro je 1898.
2. istriotski jezik. 1,000 govornika (2000 Salminen). Istra, Hrvatska.
3. talijanski jezik (61 milijun u svim državama)
4. Sicilijanski jezik. 4,832,520 (2000 WCD) Otok Sicilija.
5. Judeotalijanski. 200. Italija, Grčka.
6. napolitansko-kalabrijski jezik. 7,047,399 (1976).

## Vanjske poveznice
- Tree for Italo-Dalmatian  Arhivirana inačica izvorne stranice od 19. prosinca 2010. (Wayback Machine)